# Anilocra marginata
Anilocra marginata är en kräftdjursart som först beskrevs av Pieter Bleeker 1857.  Anilocra marginata ingår i släktet Anilocra och familjen Cymothoidae. Inga underarter finns listade i Catalogue of Life.